# Danilo Avelar
Danilo Fernando Avelar (* 9. Juni 1989 in Paranavaí) ist ein brasilianischer Fußballspieler. Er wird meist als linker Außenverteidiger aufgeboten.

## Karriere
Avelar begann seine Karriere in der Jugend bei AC Paranavaí, bevor er 2004 in die erste Mannschaft geholt wurde. 2006 wechselte er nach zum Joinville EC, blieb dort allerdings nur ein Jahr und schloss sich 2007 Paraná Clube an. Wiederum nur ein Jahr später folgte der nächste Wechsel zu Rio Claro FC. Anfang Juli 2010 verließ er Brasilien und wechselte auf Leihbasis für fünf Monate in die Ukraine zu Karpaty Lwiw. Nachdem er dort in 14 Ligaspielen zum Einsatz gekommen war, zog Karpaty Lwiw die Kaufoption und nahm Avelar für fünf Jahre unter Vertrag. Insgesamt stand er für Lwiw 18-mal in der Liga und elfmal in der Europa League – darunter in beiden Gruppenspielen gegen Borussia Dortmund – auf dem Platz.
Im Januar 2011 wurde Linksfuß Avelar bis zum Ende der Saison 2010/11 an den deutschen Bundesligisten FC Schalke 04 verliehen, der die Option auf einen anschließenden Kauf erhielt. Da er sich nicht durchsetzen konnte, kehrte er nach Lwiw zurück. Dort kam er in der Saison 2011/12 aufgrund einer Verletzung nur zu fünf Einsätzen, in denen er zwei Tore erzielte.
Im Juli 2012 wurde Danilo Avelar zunächst für ein Jahr an den italienischen Erstligisten Cagliari Calcio ausgeliehen. Nach 20 Einsätzen in der Serie A zog Cagliari Calcio die vereinbarte Kaufoption und verpflichtete Avelar dauerhaft. In den Saisons 2012/13 und 2013/14 konnte Avelar jeweils 20 Ligaspieleinsätze verzeichnen. In der Saison 2014/15 konnte sich Avelar als Stammspieler durchsetzen, wurde 31-mal eingesetzt und erzielte vier Tore. Nach Auslauf seines Vertrages wurde er vom FC Turin unter Vertrag genommen.
Im Sommer 2017 wechselte er auf Leihbasis zum SC Amiens. 2018 kehrte Avelar in seine Heimat zurück, wo er bei Corinthians São Paulo bis Dezember 2022 unterzeichnete. Am 23. Juni 2021 wurde er bekannt, dass Avelar in einem Chatroom von Spielern des Spiels Counter-Strike begangen hatte. Avelar bezeichnete eine andere Person als „Sohn eines schwarzen Mädchens“. Noch am selben Tag beschloss Corinthians den Vertrag mit Avelar zu kündigen. Aufgrund eine zu dem Zeitpunkt bestehenden Verletzung, er hatte im Oktober 2020 einen Kreuzbandriss erlitten, konnte ihm aber nicht sofort gekündigt werden.
Am 12. April 2022 gab América Mineiro die Leihe von Avelar bis Jahresendes bekannt. Corinthians verließ er mit 110 Spielen und 12 Toren im Gepäck.

## Erfolge
Schalke
- DFB-Pokal: 2011

Corinthians
- Staatsmeisterschaft von São Paulo: 2019